# Minuartia godfreyi
Minuartia godfreyi är en nejlikväxtart som först beskrevs av Lloyd Herbert Shinners, och fick sitt nu gällande namn av Mcneill. Minuartia godfreyi ingår i släktet nörlar, och familjen nejlikväxter. Inga underarter finns listade i Catalogue of Life.